# MS Vale Brasil
MS Vale Brasil – zbudowany w 2011 masowiec do przewozu rudy żelaza, największy masowiec na świecie. 
Zbudowany na zamówienie brazylijskiej firmy Vale S.A. w związku ze wzrostem transportu rudy żelaza z Brazylii do Chin. Vale zamówiła 7 statków tej serii. 
Statek ma 362 m długości całkowitej, 65 m szerokości. Nośność wynosi 402 347 T.